# Manuel Ruz
Manuel Ruz, teljes nevén Manuel Ruiz Baños (Valencia, 1986. április 5. –) spanyol labdarúgó, jelenleg a Gimnàstic de Tarragona játékosa.

## Karrierje
Karrierjét a Valencia CF csapatában kezdte, a tartalékoknál és az első csapatban összesen két évet töltött. Ezután a Gimnàstic de Tarragona játékosa lett. Itt is két évet töltött, az elsőt kölcsönben.
2007-ben az újonnan megalakult Granada 74 CF csapatához szerződött. Miután az együttes kiesett, majd megszűnt, ő maradt a másodosztályban, 2008-ban igazolt a Hércules CF-hez. 2010-ben visszatért Tarragonába.

## Fordítás
- Ez a szócikk részben vagy egészben  a   Manuel Ruz című angol Wikipédia-szócikk fordításán alapul.  Az eredeti cikk szerkesztőit annak laptörténete sorolja fel. Ez a jelzés csupán a megfogalmazás eredetét és a szerzői jogokat jelzi, nem szolgál a cikkben szereplő információk forrásmegjelöléseként.

## Külső hivatkozások
- BDFutbol-profilja
- Profilja klubja hivatalos weboldalán[halott link] (spanyolul)
- Futbolme-profil (spanyolul)